# Pstriná
Pstriná (in ungherese Peszternye) è un comune della Slovacchia facente parte del distretto di Svidník, nella regione di Prešov.